# Primer ministre de les Bahames

Escut de les Bahames

El primer ministre és el cap de govern de les Bahames, i representa el partit que va posseir la majoria al parlament. Aquesta és la llista dels primers ministres de les Bahames des del 1955 fins avui.

## Primers ministres abans de la independència (1955-1973)
| Nom                  | Naixement - mort | Període de govern                          | Partit                    |
| -------------------- | ---------------- | ------------------------------------------ | ------------------------- |
| Sir Roland Symonette | * 1898, † 1980   | 1955 - 16 de gener de 1967                 | United Bahamian Party     |
| Lynden Pindling      | * 1930, † 2000   | 16 de gener de 1967 - 10 de juliol de 1973 | Progressive Liberal Party |

## Primers ministres d'ençà de la independència (de 1973 fins avui)
| Nom             | Naixement - mort | Període de govern                         | Partit                    |
| --------------- | ---------------- | ----------------------------------------- | ------------------------- |
| Lynden Pindling | * 1930, † 2000   | 10 de juliol de 1973 - 21 d'agost de 1992 | Progressive Liberal Party |
| Hubert Ingraham | * 1947           | 21 d'agost de 1992 - 3 de maig de 2002    | Free National Movement    |
| Perry Christie  | * 1944           | 3 de maig de 2002 - 4 de maig de 2007     | Progressive Liberal Party |
| Hubert Ingraham | * 1947           | 4 de maig de 2007 - 8 de maig de 2012     | Free National Movement    |
| Perry Christie  | * 1944           | 8 de maig de 2012 fins avui               | Progressive Liberal Party |